# シーダイヤモンド
シーダイヤモンド（MS Sea Diamond）は、海運企業「ルイス・ヘレニック・クルーズ・ライン」によって運航された、ギリシャ船籍の客船である。2007年に座礁事故を起こし沈没した。

## 概要
シーダイヤモンドは、1986年にフィンランドで、フェリー「バルカ・プリンセス（MS Birka Princess）」として建造された。フィンランド-スウェーデン間の定期便、夏期のバルト海クルーズなどを2003年まで行い、2006年にルイス・クルーズ・ラインに売却される。その際に大改装を行いフェリーから客船となり、名前も「シーダイヤモンド」に改められた。

## 事故

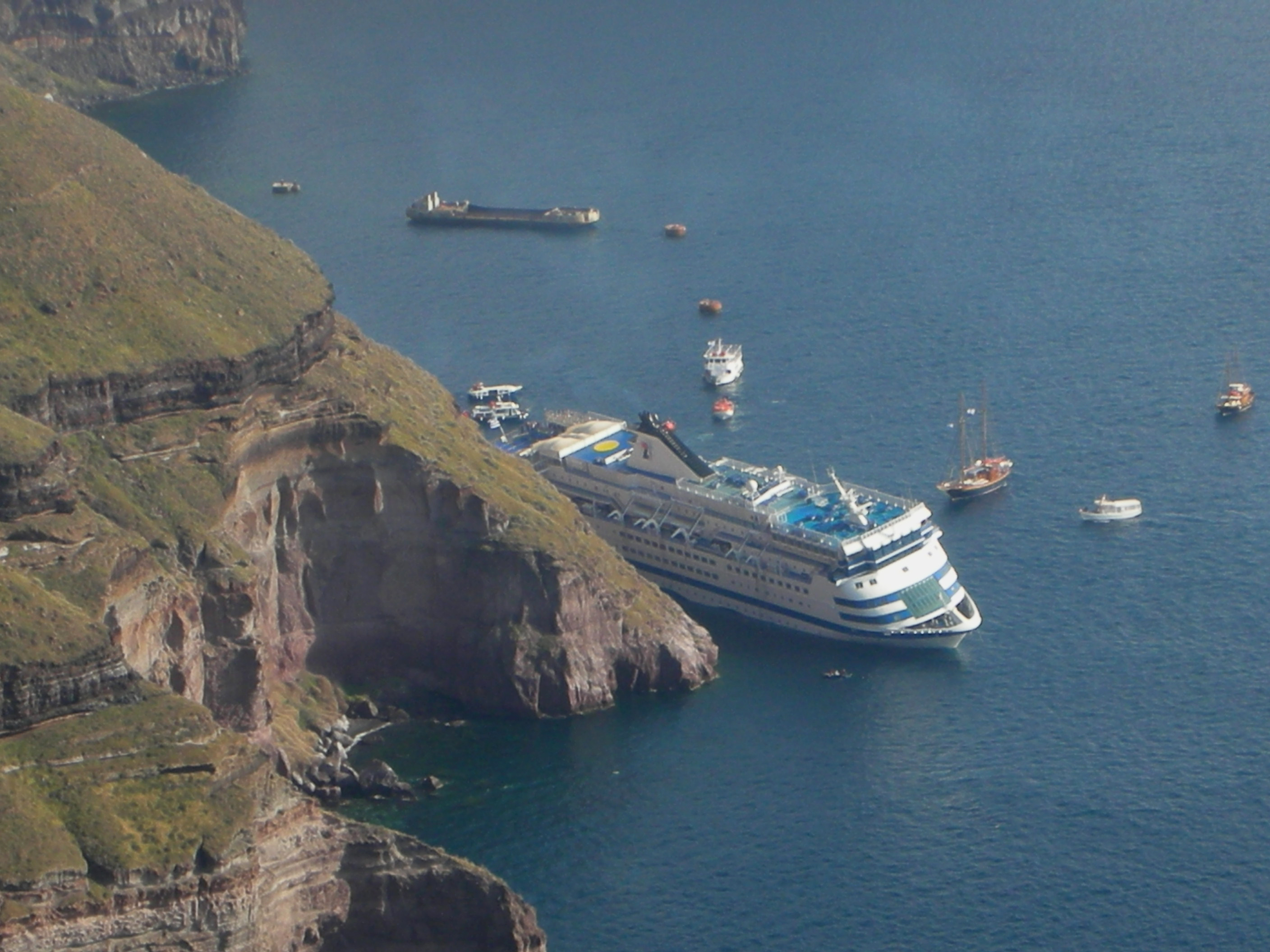
座礁したシーダイヤモンド

2007年7月6日、PM5:00頃、1600人の乗客を乗せたシーダイヤモンドは、サントリーニ島に接近していた。そして、岸から130mの場所で突然座礁する。
シーダイヤモンドは大きく右舷に傾斜し、乗客や乗員は付近のテンダーボートなどで避難した。その際に2人が行方不明となっている。シーダイヤモンドは離礁に成功したが、曳航される途中で沈没した(座礁から15時間後)。